# Charte-partie
Dans le cadre du transport maritime, une charte-partie (charter-party en anglais) est un acte constituant un contrat conclu de gré à gré entre un fréteur et un affréteur, dans lequel le fréteur met à disposition de l'affréteur un navire. Les conditions du contrat d'affrètement portent soit sur le parcours (« au voyage »), sur la durée (« à temps »), soit sur le navire seul (« coque nue »).

## Présentation
En transport maritime, un affrètement est un contrat de location d'un navire. Les navires étant considérés comme des biens mobiliers nécessitant des fonds importants pour leur construction ou leur achat, ils sont gérés comme des biens immobiliers, dans lesquels de multiples acteurs interviennent.
Les chargeurs ayant besoin de transporter des biens ou des passagers ne possèdent quasiment jamais de navire en leur nom propre et font donc appel à des sociétés de transport maritime (opérateurs de navires). Ces opérateurs mettent à la disposition du chargeur un navire en état de navigabilité, moyennant une rémunération appelée fret.
La charte-partie concerne principalement le tramping, c'est-à-dire les navires qui ne sont pas affectés à des lignes régulières. La loi française de 1966 définit le contrat d’affrètement comme étant celui par lequel un fréteur s’engage à mettre un navire à disposition d’un affréteur, moyennant rémunération.

## Dénomination
Le terme « charte-partie » provient de l'expression latine per medium charta incidebatur, et sic fiebat partita (« la carte était coupée par le milieu et devenait ainsi partagée »). En effet, dans le passé, chacun des deux exemplaires du contrat était rédigé sur la moitié d'un support unique coupé en deux. Chaque moitié était ensuite remise à l'une des deux parties contractantes. Pour vérifier l'authenticité des exemplaires, il suffisait de vérifier qu'ils s'assemblaient parfaitement.

## Deux types de gestion

### Gestion nautique
La gestion nautique d'un navire consiste à rendre opérationnel le navire pour qu'il puisse naviguer en toute sécurité. L'entreprise ou la personne chargée de la gestion nautique doit donc assurer l'armement du navire (c'est-à-dire son équipement adéquat en moyen de propulsion, moyens de sécurité, de communications, équipage, assurance, etc).

### Gestion commerciale
La gestion commerciale consiste en la recherche de clients étant prêts à transporter de la marchandise ou des passagers sur le navire. L'entreprise ou la personne chargée de la gestion commerciale assure la recherche de contrats de transport, prend en charge les coûts nécessaires à l'exploitation commerciale du navire (carburant, frais portuaires, éventuellement opérations de manutention, autres).

## Types de chartes-partie
Il existe plusieurs types de charte-partie, en fonction des besoins de l'affréteur.

### Coque nue
Un affrètement coque nue (bare boat en anglais) est un contrat au travers duquel un fréteur (généralement le propriétaire du navire) met à la disposition de l'affréteur (généralement un opérateur) un navire "nu" (la coque) pour que ce dernier puisse l'exploiter commercialement. La "coque nue" est généralement équipée de moteurs (bien qu'un affrètement coque nue puisse consister en la location d'une coque vide).
Le contrat est conclu pour une durée déterminée, et le taux de fret (le prix auquel est affrété le navire) est basé sur la durée (généralement payable à la quinzaine ou au mois). Les affrètements coque nue sont en réalité des affrètements à temps (cf. infra) conclus pour des durées pouvant aller jusqu'à 20 ans ou plus. L'avantage de l'affréteur est d'obtenir un navire qu'il peut exploiter commercialement, sans en être propriétaire et éviter ainsi d'avoir à sortir une trésorerie très importante pour l'achat du navire, de même que d'éviter d'assumer les risques liés à la propriété du navire.

### Affrètement à temps
Le fréteur met à disposition de l'affréteur un navire armé (équipage, carburant) pour un temps donné contre une rémunération : le fret. Le fréteur garde la gestion nautique tandis que l'affréteur conserve la gestion commerciale.

### Affrètement au voyage
La dernière étape de l'affrètement consiste à louer les services du navire pour le transport d'une marchandise ou de passagers.